# Endrosa fuliginosa
Endrosa fuliginosa är en fjärilsart som beskrevs av Blanchier 1912. Endrosa fuliginosa ingår i släktet Endrosa och familjen björnspinnare. Inga underarter finns listade i Catalogue of Life.